# Antíoc I de Commagena
Antíoc I de Commagena (grec antic: Ἀντίοχος ὁ Θεὸς Δίκαιος Ἐπιφανὴς Φιλορωμαῖος Φιλέλλην, 'Antíoc el Diví, Just, Cèlebre, Filoromà i Filohel·lè'; 16 de juliol del 98 aC - entre 38 i 31 aC) va ser rei de Commagena.
Era fill de Mitridates I Cal·linic al que va succeir l'any 86 aC i de Laòdice VII Tea, filla del selèucida Antíoc VIII Grip. Per part del seu pare reclamava ascendència aquemènida.
El 84 aC o 83 aC va haver de reconèixer la sobirania de Tigranes II d'Armènia. Va ser un estret aliat de Darios, el rei de la Mèdia Atropatene que va florir entorn de l'any 70 aC. El 65 aC Gneu Pompeu va decidir atacar el regne. Antíoc va demanar la pau i va fer aliança amb Roma. Antíoc va veure augmentat el seu territori amb la ciutat de Selèucia del Tigris i amb els països mesopotàmics ocupats per Pompeu.
Quan Ciceró era governador de Cilícia, va tenir en Antíoc un fidel aliat contra els parts. A la guerra civil entre Cèsar i Pompeu, Antíoc va ser partidari de Pompeu al que va ajudar amb soldats. Antíoc va donar la seva filla en matrimoni a Orodes II de Pàrtia rei de Pàrtia, el pare del príncep Pacoros, i això el va decantar a afavorir-lo quan es va produir la gran invasió dels parts (dirigida per Pacoros) l'any 38 aC. La invasió va acabar malament pels parts (38 aC) amb la derrota i la mort de Pacoros. Molts dels derrotats fugitius es van refugiar al regne d'Antíoc. L'any 38 aC el general Publi Ventidi Bas, legat de Marc Antoni, va atacar Antíoc per castigar-lo i atret també pels grans tresors que posseïa. Antíoc va resistir i va demanar la pau per la qual el rei pagava mil talents i tornava a l'amistat amb Roma; durant les operacions va arribar Marc Antoni que va establir el setge de Samòsata, però no la va poder ocupar i finalment van haver d'acordar la pau en la qual Antíoc només pagava tres-cents talents i tornava a l'amistat amb Roma.
Dió Cassi diu que Antíoc va ser assassinat per Fraates IV de Pàrtia. Va morir abans de l'any 31 aC, car Plutarc esmenta com a rei de Commagena al seu fill Mitridates II de Commagena.